# Prima Pala di San Lucano
Die Prima Pala di San Lucano, in Zusammenhang mit den Pale di San Lucano auch nur Prima Pala ist eine am Gipfel 2221 m s.l.m. hohe Hochfläche in den Pale di San Lucano, einer Untergruppe der Palagruppe in den Dolomiten. Sie liegt vollständig im Gebiet der Gemeinde Taibon Agordino in der italienischen Provinz Belluno, die in der italienischen Region Venetien liegt.

## Topographie
Die vorwiegend mit Gras bewachsene Hochfläche der Prima Pala di San Lucano fällt nach Osten, Nordosten und Südwesten in steilen Felswänden zum Valle Agordina im Osten und zum Boral Besausega im Südwesten ab, während sich im Norden zunächst die Le Cime, eine Felsspitze auf der Hochfläche, und weiter nördlich die Cime d' Ambrusogn, eine felsige Gipfelansammlung, die die Hochfläche nun endgültig begrenzt, befindet. Der Gipfel, der auch Crepa Cima genannt wird, liegt auf einer grasigen Erhebung im Süden nahe der Biwakschachtel Bivacco Bedin; der Rest der Hochfläche, der aus Grasflächen und teilweise kleinen Geröllfeldern besteht, bildet keine ähnlichen Erhebungen mehr aus.

## Besteigung
Die Prima Pala ist einer der am leichtesten zu besteigenden Gipfel der gesamten Pale di San Lucano, da von Cencenighe Agordino aus Weg Nr. 764 zunächst durch den Wald zur Malga Ambrusogn, dann Weg Nr. 765 über Geröll zur Forcella Besausega und nun über Wiesen und teilweise Geröll auf der Hochfläche der Prima Pala entlang bis zum höchsten Punkt, der Crepa Cima führt. Man kann auch schwierigere Wege zur Besteigung verwenden, wie zum Beispiel den Sentiero della Besausega von Cencenighe Agordino aus, der über die teilweise sehr steile Südflanke des Berges führt. Außerdem kann man über die senkrechten Felswände im Südwesten und Osten in einigen eher unbekannten Kletterrouten, die nicht oft begangen werden, zum Gipfel klettern.
Wenn man die Bergtour mit anderen Touren in den Pale di San Lucano verbinden möchte, eignet sich die oben schon genannte Biwakschachtel Bivacco Bedin an der Crepa Cima als Übernachtungsmöglichkeit.

## Karte
- Kompass Karten, Trentino, Blatt 683, Karte 2, 1:50000